# 飯田征利
飯田 征利（いいだ まさとし）は日本の男性声優。以前はエーエス企画に所属していた。

## 出演

### テレビアニメ
- だぁ!だぁ!だぁ!（2002年、呼び出し）
- 絶対少年（2005年、男）
- しにがみのバラッド。（2006年、警備員B）
- シュヴァリエ 〜Le Chevalier D'Eon〜（2006年、ピョートル）

### ゲーム
- Race Pro（2009年、レースディレクター）
- エンド オブ エタニティ（2010年）
- 文明開華 葵座異聞録（2011年）

### 吹き替え

#### ドラマ
- パワーレンジャー

#### アニメ
- ジェニーはティーン☆ロボット

### ドラマCD
- 愛と欲望は学園で（生徒）
- うなね物語（家田隊員）
- クラスメイト　第6話～夏の終わりに～（テキ屋）
- ゲートII
- ぴくせる☆まりたん（亀）
- ゆびさきミルクティー

### 舞台
- 夢見る頃を過ぎなくても（郷田ほづみ演出）[1]
- UFO長屋